# Prognosemarkt

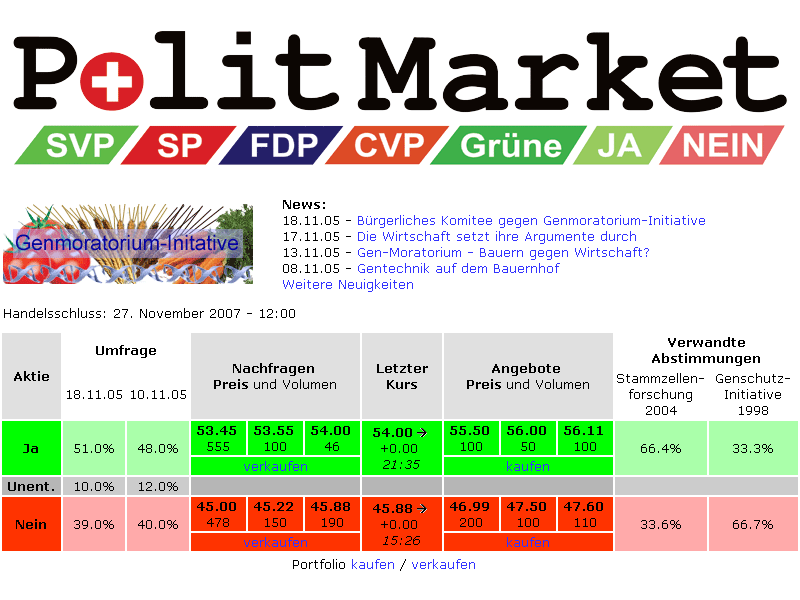
Beispiel-GUI eines webbasierten Wertpapiermarktes

Prognosemärkte sind virtuelle Marktplattformen, die den Ausgang von Ereignissen vorhersagen. Prognosemärkte existieren in Form von Online-Wettbörsen oder virtuellen Wertpapiermärkten, die jeweils auf einer elektronischen Plattform implementiert werden und über einen eigenen Quoten- beziehungsweise Preisfeststellungsmechanismus verfügen. Sie werden als Konkurrenzsystem zu anderen Prognoseinstrumenten genutzt.

## Arten von Prognosemärkten

### Virtuelle Wertpapiermärkte

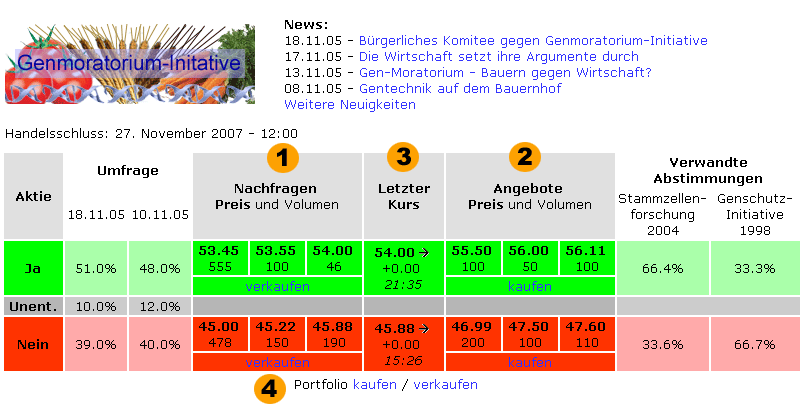
Virtueller Wertpapiermarkt am Beispiel der Eidgenössischen Volksinitiative «für Lebensmittel aus gentechnikfreier Landwirtschaft», abgestimmt am 27. November 2005.
1. Nachfragen (Ask)
2. Angebote (Bid)
3. Letzter gehandelter Kurs. Liefert die Prognose des Abstimmungsausgangs.
4. Portfolio (Eine Ja- und Nein-Aktie zum Fixpreis von 100)

Auf virtuellen Wertpapiermärkten werden im Unterschied zu Finanzmärkten keine signifikanten Geldbeträge oder Rechtsansprüche gehandelt. Eine virtuelle Aktie stellt ein zukünftiges Ereignis oder einen Marktzustand dar (zum Beispiel Absatzzahlen eines Produkts im Monat Dezember oder geschossene Tore in einem Fußballspiel). Der Endwert der Aktie hängt jeweils vom tatsächlichen Ausgang des Ereignisses ab, das heißt beispielsweise 1 (virtueller) Euro pro 100 Stück Absatz. Auf Basis dieses Zusammenhangs können dann Teilnehmer ihre Einschätzungen handeln. Im Unterschied zu Börsenspielen, die den Kurs realer Börsen übernehmen, werden Kauf- und Verkaufsaufträge an einem Prognosemarkt über einen eigenen Handelsmechanismus ausgeführt. Hier ist vielmehr das Anreizsystem ausschlaggebend, die beste Prognose abzugeben. Man spricht daher auch von Gamification.

### Wettbörse
Auf Online-Wettbörsen platzieren Teilnehmer Wetten auf den Ausgang sportlicher Wettbewerbe sowie gesellschaftlicher oder politischer Ereignisse. Im Unterschied zu virtuellen Wertpapiermärkten wird hier mit realen Geldbeträgen auf den Ausgang von Ereignissen gewettet. Eine platzierte Wette hat den Gewinn beziehungsweise den Verlust realen Geldes zur Folge. Ein besonderer Unterschied zur traditionellen Wette besteht bei Online-Wettbörsen darin, dass die Wett-Teilnehmer gegeneinander wetten und nicht gegen einen Buchmacher.

## Ökonomik
Eine zentrale Erklärung für die Präzision von Prognosemärkten ist das Anreizsystem: Akteure, die billig kaufen und teuer verkaufen, werden so für die Verbesserung der Vorhersage finanziell belohnt. Akteure, die teuer kaufen und billig verkaufen, werden so für die Verschlechterung der Vorhersage finanziell bestraft. Diesen Einsatz von Anreizmechanismen nennt man auch Gamification.
Die theoretische Begründung für die Informationseffizienz dieser Märkte liefert die Hayek-Hypothese, die besagt, dass durch den Wettbewerb auf einem Markt die asymmetrisch verteilten Informationen der Marktteilnehmer am effizientesten aggregiert werden können.

## Einsatzgebiete
Prognosemärkte können eingesetzt werden, wo es um die Vorhersage von ungewissen Ereignissen geht bzw. wo zukunftsorientierte Antworten, Analysen oder Prognosen abgegeben werden sollen. Bisher wurden Prognosemärkte vom US-Verteidigungsministerium zur Vorhersage von Terroranschlägen, in der Gesundheitsindustrie zur Vorhersage von Grippeausbrüchen und der Wirksamkeit neuer Medikamente, sowie von verschiedenen Unternehmen zur Vorhersage von Umsatzzahlen oder Produktqualitäten verwendet. Robin Hanson befürwortet eine Futarchie, in der Politikinstrumente auf Prognosemärkten festgelegt werden.
Von 2002 bis 2007 wurden an der Chicagoer Börse Totalisator-Wetten auf Makroderivate angeboten, deren Wert von der zukünftigen Realisation makroökonomischer Größen abhing.

### Beispiele Politische Wahlen
Dass Prognosemärkte genauere Vorhersagen liefern können als Meinungsumfragen, zeigte sich bei der Bundestagswahl 2005: Die Online-Wahlbörse Political Stock Market sagte voraus, dass die CDU/CSU-Fraktion mit 38,5 Prozent der Stimmen gewinnen würde. Dieses Ergebnis ist deutlich näher an dem amtlichen Endergebnis von 35,2 Prozent als die durchschnittlich vorhergesagten 40 Prozent der Meinungsumfragen.
Die Ergebnisse der amerikanischen Wahlbörse Iowa Electronic Market zeigen ebenso, dass Prognosebörsen sehr verlässliche Vorhersagen liefern. Bei den vier US-Präsidentschaftswahlen im Zeitraum von 1988 bis 2000 prognostizierte der Iowa Electronic Market den Stimmenanteil von Republikanern und Demokraten genauer als die renommiertesten Meinungsumfragen. Vorhersagen des Iowa Electronic Market wichen 150 Tage vor der Wahl nur noch fünf Prozentpunkte vom amtlichen Endergebnis ab. In der Woche unmittelbar vor der Wahl lag der Vorhersagefehler bei nur 1,5 Prozent. Im Gegensatz dazu irrte sich beispielsweise das Gallup-Institut in den jeweils letzten Umfragen um durchschnittlich 2,1 Prozentpunkte.

## Rechtliches und Legalität
Der Einsatz von Prognosemärkten wird durch gesetzliche Einschränkungen der jeweiligen Länder eingeschränkt. Dabei ist der Kernpunkt die Einordnung des Systems als Geschicklichkeitsspiel im Gegensatz zum Glücksspiel. In jedem Land gelten dazu andere rechtliche Rahmenbedingungen oder es fehlt an einer speziellen Klärung zur Frage der Einordnung.